# Hend Sabry
Hend Sabry (Kebili, 20 de noviembre de 1979) es una actriz de cine y televisión egipcia nacida en Túnez.
Sabry interpretó el papel de Ola en la serie de televisión egipcia Ayza Atgawiz como una mujer obsesionada con el matrimonio que conoce a una gran cantidad de pretendientes para decidir al final no casarse. En 2010 fue nombrada como embajadora contra el hambre por el programa UN World Food. La publicación Arabian Business la ubicó en su lista de las "100 mujeres más poderosas del mundo árabe" en 2013. Sabry está casada con un hombre de negocios egipcio y tiene dos nacionalidades, la de su país de nacimiento (Túnez) y la de su país de residencia (Egipto).

## Filmografía

### Cine
| Año  | Título original                  | Título internacional               | Papel       | Notas |
| ---- | -------------------------------- | ---------------------------------- | ----------- | ----- |
| 1994 | Samt El Qosor                    | The Silences of the Palace         | Aliya       |       |
| 2000 | Mawsem El Rejal                  | The Season of Men                  | Emna        |       |
| 2001 | Mouatin Wa Mokhbir Wa Harami     | Citizen, Informant and Thief       | Hayat       |       |
| 2001 | Mozakarat Morahiqa               | A Teenager's Dairies               | Jamila      |       |
| 2002 | Al katiba                        | The Bookseller                     | Layla       |       |
| 2002 | Ara2is El teen                   | The Mud Brides                     |             |       |
| 2003 | Ezai El Banat Tehibak            | How the Girls Love You             | Mirna       |       |
| 2003 | Ayez Hakki                       | I Want My Prerogative              | Wafaa       |       |
| 2004 | Halet Hobb                       | A Love Situation                   | Habiba      |       |
| 2004 | Ahla El Awqat                    | The Most Beautiful Times           | Yosriea     |       |
| 2005 | Banat Weset El Balad             | Girls of the Center of the Country | Joumana     |       |
| 2005 | Ouija                            | Ouija                              | Farida      |       |
| 2006 | Loubat El Mawt                   | The Game Of Death                  | Layla       |       |
| 2006 | Malek Wa Kitaba                  | Heads and Tails                    | Hind        |       |
| 2006 | Imarat Yacoubian                 | The Yacoubian Building             | Bothayna    |       |
| 2006 | Sabah El Fol                     | The Morning of Jasmine             | Thanaa      |       |
| 2007 | El Gezeira'                      | The Island                         | Karima      |       |
| 2007 | Al torbini                       | The Turbines                       | Malak       |       |
| 2008 | Genenet al asmak                 | The Garden of the Fish             | Laila Bakir |       |
| 2009 | Ibrahim Labyad                   | Ibrahim Labyad                     | Horeya      |       |
| 2009 | Heliopolis                       | Heliopolis                         | Nagla       | Voz   |
| 2011 | Asmaa                            | Asmaa                              | Asmaa       |       |
| 2014 | La mouakhza                      | Excuse me                          |             |       |
| 2014 | Al jazira 2                      | The Island 2                       | Karima      |       |
| 2016 | Zahrat Halab                     | The Flower of Aleppo               | Salma       |       |
| 2017 | El-Kanz: El-Haqiqah wa el-khayal | The Treasure: Reality and Fantasy  | Hatshepsut  |       |
| 2019 | El Fil El Azraq : Elgoz2 el tany | The Blue Elephant: Part 2          |             |       |
| 2019 |                                  | Noura's Dream                      |             |       |

### Televisión
| Año  | Serie             | Título internacional       | Papel   |
| ---- | ----------------- | -------------------------- | ------- |
| 2007 | Lahazat Hariga    | Critical Moments           |         |
| 2008 | Maktoob           | Fate                       | Ebtisam |
| 2008 | Baad El Foraq     | After the Break Up         | Sokkara |
| 2010 | Aredh Khass       | Special Show               |         |
| 2010 | Aiza Atgawiz      | I Want to Marry            | Ola     |
| 2012 | Vertigo           | Vertigo                    | Farida  |
| 2014 | Imberatoriat meen | Whose Empire?              | Amira   |
| 2017 | Halawat Alddunya  | The Sweetness of the World | ِAmina   |